# چیریه
چیریه (به ایتالیایی: Cirié) یک کومونه در ایتالیا است که در استان تورین واقع شده‌است.

## خصوصیات
چیریه ۱۷٫۸ کیلومترمربع مساحت و ۱۸٬۹۴۲ نفر جمعیت دارد و ۳۴۴ متر بالاتر از سطح دریا واقع شده‌است.